# Поток (психология)
Пото́к, пото́ковое состоя́ние, пережива́ние пото́ка (англ. flow, лат. influunt) — психическое состояние, в котором человек полностью включён в то, чем он занимается, что характеризуется деятельным сосредоточением, полным вовлечением в процесс деятельности. Концепция потока предложена Михаем Чиксентмихайи в 1975, в неё входят также практические рекомендации для вхождения в потоковое состояние. Потоковое состояние не является уникальным состоянием. Нахождение в потоковом состоянии не ограничивается какой-то одной определённой сферой, процессом. Оно распространяется на все сферы деятельности, в которые вовлечен конкретный человек.
Абрахам Маслоу называл потоковые состояния пиковыми переживаниями.
Это состояние часто описывается исследуемыми как ощущение получения удовольствия от самореализации, повышенной и обоснованной уверенностью в себе, ярко выраженным повышением коммуникативных способностей, умением чётко и ясно выражать свои мысли, убеждать собеседника, эффективно решать проблемы любой сложности или находить неординарные способы их решения. У исследуемых в потоковом состоянии повышаются показатели усваиваемости информации, активизируется память, способности к анализу информации, наблюдается лёгкая форма беспокойства, в связи с повышенной активностью.

## Черты потока
Согласно Чиксентмихайи, можно выделить список из нескольких черт деятельности, которые способствуют переживанию потокового состояния:
- Ясные цели (различимые ожидания и правила).
- Концентрация и фокус внимания — высокая степень концентрации на ограниченной сфере внимания (человек, занимающийся деятельностью, имеет возможность на ней концентрироваться и глубоко в неё погружаться).
- Исчезновение рефлексии чувства самоосознания — слияние действия и осознанности.
- Искажённое восприятие времени, потеря чувства времени.
- Прямая и незамедлительная обратная связь (успехи и неудачи в процессе деятельности очевидны, так что поведение может быть изменено по мере необходимости).
- Равновесие между уровнем способностей субъекта и сложностью задания (деятельность не оказывается для субъекта слишком лёгкой или сложной).
- Ощущение полного контроля над ситуацией или деятельностью.
- Деятельность сама по себе воспринимается как награда, так что она осуществляется без усилий.

## Происхождение термина
Рассматриваемое состояние получило название потока по той причине, что во время интервьюирования испытуемых Чиксентмихайи несколько людей описали свои «потоковые» переживания, используя метафору несущего их потока. Психологическая концепция потока как погружения в деятельность, таким образом, не связана с идиоматическим выражением «плыть по течению».

## Потоковое состояние группы
Чиксентмихайи предлагает несколько способов, которыми группа может совместно работать так, чтобы каждый участник мог достичь потокового состояния. Характеристики подобной группы включают:
- Творческая планировка пространства: кресла, графики, отсутствие столов и, следовательно, работа в основном стоя или передвигаясь.
- Дизайн пространства: различные графики для ведения отчёта, диаграммы, резюме проекта, раскрепощённость, безопасность (можно говорить то, что в другом случае можно только подумать), рисунки.
- Совместный организованный труд.
- Фокус на целевой аудитории.
- Продвижение существующей (прототипирование).
- Визуализация, повышающая эффективность.
- Разнообразие участников.

## Пересекающиеся сферы
Чиксентмихайи, возможно, был первым, кто описал данную концепцию в западной психологии, но, как признаёт он сам, определённо, он не был первым, кто вообще наблюдал это психологическое явление или создал методики, основанные на нём.
В течение более чем двух с половиной тысячелетий практикующие восточные духовные традиции — такие, как буддизм и даосизм — считали данное явление центральным для своего духовного развития. Японские практики использовали подобные дзен-буддийские техники с целью совершенствования навыка выбранного вида искусства (боевого или иного), любого — от кендо до икебаны. Широко известная фраза «находиться единым целым с миром» также можно отнести к данной концепции.
В образовании существует концепция избыточного научения (доведение навыка до автоматизма), который кажется важным фактором в данной методике. Вдобавок ко всему, многие современные спортсмены обычно испытывают данное переживание «куража».

## Описание потока в литературе
А. С. Пушкин в повести «Египетские ночи», опубликованной в 1835 г., задолго до формирования понятия потока в психологии дал следующее  его яркое описание. 
«Однажды утром Чарский чувствовал то благодатное расположение духа, когда мечтания явственно рисуются  перед вами и вы обретаете живые, неожиданные слова для воплощения видений ваших, когда стихи легко ложатся под перо ваше и звучные рифмы бегут навстречу стройной мысли. Чарский погружён был душою в сладостное забвение... и свет, и мнение света, и его собственные причуды для него не существовали. Он писал стихи».